# Chionaema flaviplaga
Chionaema flaviplaga là một loài bướm đêm thuộc phân họ Arctiinae, họ Erebidae.